# Inah Canabarro Lucas
Inah Canabarro Lucas (São Francisco de Assis, 27 de maio de 1908 — Porto Alegre, 30 de abril de 2025) foi uma freira e professora supercentenária brasileira. Foi a pessoa viva mais velha do mundo entre dezembro de 2024 até sua morte, bem como a segunda freira mais idosa da história, após Lucile Randon. Inah integrava a Companhia de Santa Teresa de Jesus e trabalhou durante parte significativa de sua vida como professora.

## Biografia
Inah Canabarro Lucas nasceu em São Francisco de Assis, Rio Grande do Sul, em 27 de maio de 1908. Contudo, foi registrada em 8 de junho do mesmo ano. Filha de João Antônio Lucas e Mariana Canabarro Lucas, tinha seis irmãos. Era sobrinha-trineta do general David Canabarro. Quando criança, Inah era tão magra que muitas pessoas não acreditavam que sobreviveria à infância. Seu pai João morreu durante a Revolução de 1923, ferido em combate enquanto lutava como voluntário maragato.
Inah iniciou sua jornada religiosa aos 16 anos de idade, como estudante no internato Santa Teresa de Jesus, em Santana do Livramento, Rio Grande do Sul. Foi batizada naquele município em 21 de abril de 1926. Ingressou na Companhia de Santa Teresa de Jesus aos 19 anos de idade, em 1927. Por volta de 1928, se mudou para Montevidéu, Uruguai, onde foi confirmada na Igreja Católica.
Em 1930, Inah retornou ao Brasil para ensinar português e matemática em uma escola na Tijuca, bairro do Rio de Janeiro. Em 1934, fez seus votos perpétuos e se tornou freira. No início dos anos 1940, voltou para Santana do Livramento, onde continuou lecionando.
Inah trabalhou como professora durante toda sua vida profissional, lecionando português, ciências, história, arte e religião em colégios teresianos. Foi professora de João Figueiredo, 30.º  presidente do Brasil, no jardim de infância no colégio Santa Tereza de Jesus. Os dois se reencontraram em setembro de 1979, quando João Figueiredo fez visita ao Rio Grande do Sul como presidente da República. Ele a beijou e contou ter-lhe um dado um tapa no rosto quando o convencia a ficar na escola.
Como educadora, Inah fundou a banda marcial do Colégio Santa Teresa, a qual era composta por 115 instrumentos e realizou apresentações em diversos locais do Brasil, Uruguai e Argentina. Também auxiliou na criação da banda marcial do Liceu Pomoli, em Rivera, no Uruguai.
Em 1980, assumiu cargo na Casa Provincial das Irmãs Teresianas, localizada em Porto Alegre. Viveu na Casa de Acolhida Santo Enrique de Ossó, vinculada à instituição, até sua morte.
Inah era torcedora devota do Sport Club Internacional. Referia que o clube "representa o povo", haja vista ser "[...] o time do povo. Para ir branco, preto, rico, pobre, seja quem for. É Inter. É do povo. Atende bem a todos. Não deixa ninguém para trás."

### Longevidade
Aos 110 anos, Inah começou a ter algumas dificuldades de mobilidade e precisou começar a usar um andador. Inah atribuía sua longevidade a Deus, destacando que "foi Nosso Senhor que me ajudou a viver esses anos! E ele é o segredo da vida. É o segredo de tudo." Seus familiares destacaram que era marcada pelo bom humor, otimismo e forte espiritualidade. Ela mantinha uma rotina disciplinada e acordava, alimentava-se e rezava em horários fixos.
Em 2018, recebeu um quadro enviado pelo Papa Francisco, em celebração ao seu aniversário de 110 anos.
Em 25 de janeiro de 2021, aos 112 anos, recebeu a primeira dose da vacina contra a COVID-19, tornando-se uma das pessoas mais velhas a receber a vacina. Inah contraiu a doença em outubro de 2022, mas conseguiu se recuperar da doença em novembro, o que fez dela uma das sobreviventes mais velhas conhecidas da COVID-19.
Em janeiro de 2022, se tornou a pessoa viva mais velha do Brasil, após a morte de Antônia da Santa Cruz. Mais tarde, se tornou a pessoa viva mais velha validada em toda a América do Sul e América Latina após a morte da colombiana Sofia Rojas, em 30 de julho de 2022.
Foi a segunda freira mais idosa do mundo, sendo superada apenas por Lucile Randon. Após a morte de Randon, em 17 de janeiro de 2023, se tornou a freira viva mais velha do mundo, conforme validação do Gerontology Research Group (GRG).
Em seu 115.º aniversário, recebeu a visita do recém-nomeado correspondente do GRG no Brasil, Angelo Jose Goncalves Bos, que lhe entregou a placa oficial do GRG reconhecendo-a como a pessoa viva mais velha da América do Sul.
Em 29 de dezembro de 2024, Inah se tornou a pessoa mais velha do mundo, aos 116 anos e 204 dias, após o falecimento de Tomiko Itooka.
Em janeiro de 2025, a coordenadora provincial no Brasil da Companhia de Santa Teresa de Jesus relatou que Inah possuía "certa lucidez" e, embora mais frágil, não estava acamada e interagia.

## Morte
Inah morreu na tarde de 30 de abril de 2025 na residência das Irmãs Teresianas, em decorrência da disfunção de múltiplos órgãos. De acordo com o relato da coordenadora da instituição, Lucia Ignez Passotto, "foram momentos assim, de muita paz. Assim, diria muito sentimento também, porque a gente percebia que a vida dela estava se apagando, que nem uma vela que estava se apagando devagarzinho. E foi assim que aconteceu. Ontem, às 17 horas, a gente percebeu que ela não estava mais dando nenhum sinal. Mas a gente nem percebeu que ela tinha partido. Ela foi dormindo. Foi bem calmamente." Com o falecimento da gaúcha, o título de pessoa mais velha do mundo foi conferido para a britânica Ethel Caterham, de 115 anos.